# Boulevard Jean-Jaurès (Rouen)
Pour les articles homonymes, voir Boulevard Jean-Jaurès.
Le boulevard Jean-Jaurès est une voie de Rouen menant vers Déville-lès-Rouen et la vallée du Cailly.

## Situation et accès
Elle est située rive droite, dans le prolongement de l'avenue du Mont-Riboudet, au croisement avec la rue de Constantine et l'avenue Carnot sur la commune de Déville-lès-Rouen.
Une voie en double-sens en site propre est réservée pour le TEOR.
Une station existe sur ce parcours :
- Bapeaume (T2)

Rues adjacentes
- Rue Binet
- Passage de la Vierge
- Rue de Bourgogne
- Rue Guillibaud
- Rue de Bapeaume
- Rue du Renard
- Rue Albert-Lebourg

## Origine du nom
Cette voie porte le nom de l'homme politique français Jean Jaurès (1859-1914), socialiste et fondateur du journal L'Humanité.

## Historique
Cette voie correspond à la partie ouest de avenue du Mont-Riboudet, ouverte en 1845, et renommée boulevard Jean-Jaurès en 1930.

## Bâtiments remarquables et lieux de mémoire
- Basilique du Sacré-Cœur, construite de 1890 à 1912 par Lucien Lefort.
- Temple du culte antoiniste, dédicacé le 8 octobre 1950, au numéro 145[1],[2].

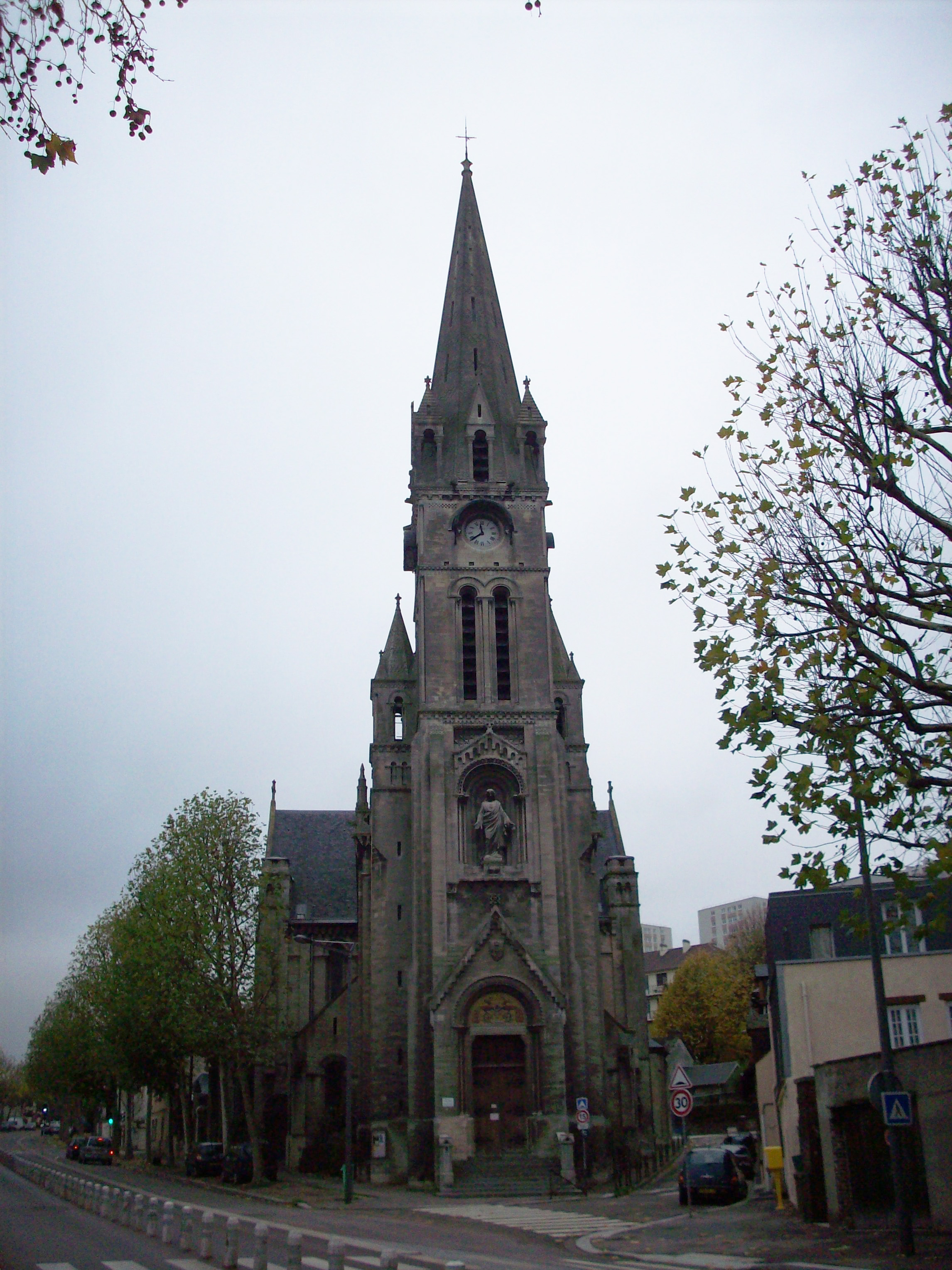
Basilique du Sacré-Cœur
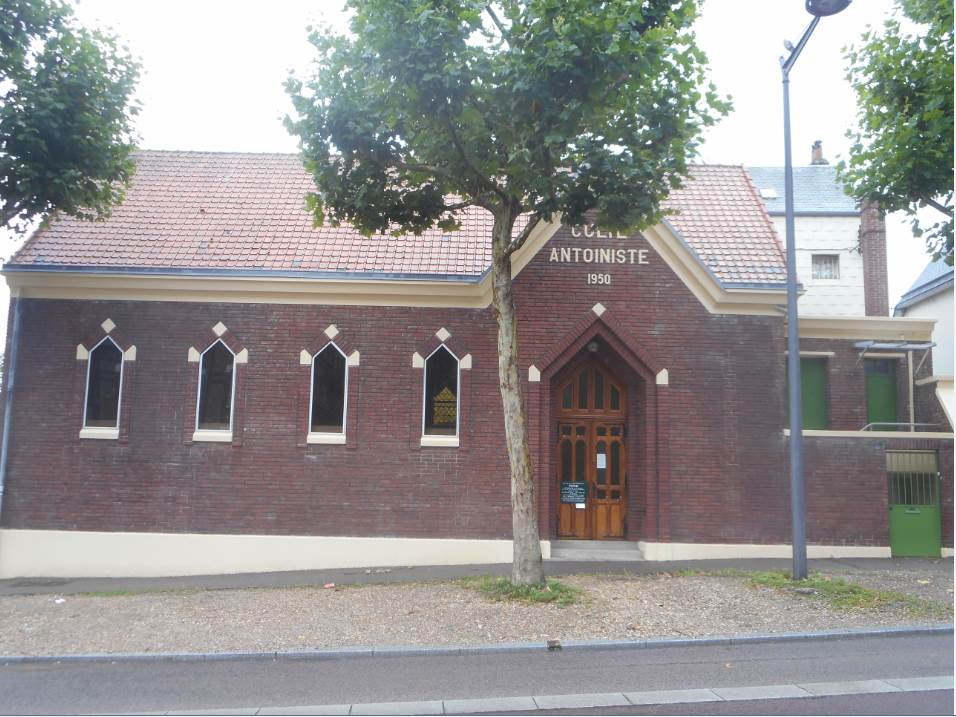
Temple antoiniste